# 알렉산드르 베일린손
알렉산드르 알렉산드로비치 베일린손(러시아어: Алекса́ндр Алекса́ндрович Бе́йлинсон)은 시카고 대학교의 수학자로, 데이빗 앤 메리 윈턴 그린 대학 석좌 교수직을 맡고 있다. 베일린손의 연구는 표현론, 대수기하학, 수리 물리학 등 많은 분야에 걸쳐 있다.

## 생애
1957년 6월 13일 소비에트 연방에서 태어났다. 모스크바 대학교에서 유리 마닌 아래 박사 학위를 수여받았다. 이후 미국으로 이민하여, 시카고 대학교의 교수가 되었다.

## 주요 업적
1981년, 베일린손은 카즈단-루슈티히 가설(Kazhdan-Lusztig conjecture)와 얀첸 가설(Jantzen conjecture)에 대한 증명을 조셉 번스타인(Joseph Bernstein)과 같이 해 내면서 세계적인 수학자의 반열에 들어섰다. 그러나 이 후에도 그의 업적은 대단히 눈부신데, 그중 가장 뛰어난 것은 1982년에 기술 한 스킴에 대한 모티브 코호몰로지 군들의 존재성에 관한 아주 깊은 가설들을 기술한 것이었다. 이 모티브 코호몰로지 군에 대한 가설은 대수적 위상수학에서의 아티야-히르체브루흐 스펙트럼 열(Atiyah-Hirzebruch spectral sequence)처럼, 대수다양체나 스킴에도 대니얼 퀼런의 대수적 K이론으로 수렴하는 대수 사이클로 만들어진 아벨 군들의 복합체의 하이퍼 코호몰로지들이 존재한다는 것을 기초 주장으로 하고 있다. 이 모티브 코호몰로지 군들에 대한 많은 가설들 중 일부는 베일린손-술레 가설(Beilinson-Soulé conjecture)로 불리기도 한다. 이 모티빅 코호몰로지 군들은 알렉산더 그로텐디크이 만든 모티브에 대한 가설이 너무나 증명하기 어렵기 때문에 일종의 다른 길로 많은 수학적 문제를 증명할 수 있게 해 주는 도구로 볼 수 있고, 블라디미르 보예보츠키의 스킴에 대한 호모토피 이론에 대한 프로그램과도 아주 밀접한 관련이 있다.
1984년에는 상위 레귤레이터들과 L-함수의 값(Higher regulators and values of L-functions)라는 기념비적인 논문을 출판했는데, 이것은 기존의 대수적 정수론에서 널리 알려진 레귤레이터가 사실은 대수적 K이론을 이용하면 아주 많은 일반화를 이룰 수 있으며, 사실은 정수론의 많은 데이터가 이 대수적 K이론안에 담겨있다는 놀라운 사실을 가설로 주장하고 있다. 리만 가설과도 밀접한 관련이 있는 이 가설들은, 리히텐바움 추측(Lichtenbaum conjecture), 호지 추측, 테이트 추측(Tate conjecture), 버치-스위너턴다이어 추측, 블록 가설(Bloch conjecture) 등 수많은 정수론의 가설을 일반화하고 있다. (이 가운데, 리히텐바움 추측과 블록 추측은 2009년 증명되었다.) 물론 이 가설은 수많은 어려운 가설들을 더 일반화 한 것이므로, 현재 가장 증명하기 어려운 수학적 가설 가운데 하나로 여겨진다.
최근에는 베일린손은 블라디미르 드린펠트와 같이 꼭짓점 연산자 대수의 기초를 새롭게 썼으며, 이 연구에 대한 책자가 최근 2004년에 카이랄 대수(chiral algebra)에 대한 책으로 출판되었다. 이 이론은 등각장론, 초끈 이론, 기하학적 랭글런즈 프로그램등 많은 분야에 영향을 미치고 있다.